# Jongno-gu
Jongno-gu (koreanisch 종로구, Hanja 鐘路區 ‚Glockenweg-Bezirk‘) ist einer der 25 Stadtteile Seouls. Er ist das historische Zentrum der Stadt. Die Einwohnerzahl beträgt 146.377 (Stand: Mai 2021).

## Geographie
Jongno hat eine Fläche von 23,92 km². Auf seinem Gebiet befinden sich zwei Berge, der Bukaksan und der Inwangsan. Auf dem Bukaksan gibt es ausgebaute Wanderwege, die nach mehreren Jahrzehnten Schließung seit 2022 wieder für die Öffentlichkeit zugänglich sind. Auf den Bergen sind noch heute Reste der ehemaligen Stadtmauer Seouls erhalten.

## Geschichte

### Namensgebende Straße
Jongno bedeutet wörtlich übersetzt „Glockenstraße“. Dieser Name leitet sich von einem Glockenturm her, mit dessen Glocke die Schließzeiten des Doseongmun, eines Stadttores auf der Höhe von Jongno 1-ga, bekannt gegeben wurden. Vermutlich besteht Jongno als Straßenname, wenn auch nicht als Bezeichnung des Stadtteils, bereits seit 1398. Die Straße selbst verläuft, wie andere Hauptstraßen auch, in Ost-West-Richtung.

### Bis zum 20. Jahrhundert
Jongno ist einer der ältesten Stadtteile von Seoul und historisches Zentrum der Stadt seit der Verlegung der Hauptstadt nach Hanyang. Diese Verlegung fand am 25. Oktober 1384 unter König Taejo statt. Archäologische Ausgrabungen belegen eine dichte Besiedlung ab dieser frühen Joseonzeit. In diesem Zeitabschnitt befanden sich in unmittelbarer Nähe der namensgebenden Straße die Hauptpaläste der Dynastie.
Die Straßen des Viertels heute entsprechen in vielen Fällen noch dem historischen Stadtplan. Die Straßenbreite und viele Straßenverläufe sind nahezu identisch zu denen des 14. Jahrhunderts.
Ab dem 17. Jahrhundert war Jongno Sitz von Läden mit Regierungslizenz. Darauf könnte die zu dieser Zeit sehr gemischte Bevölkerungsstruktur von Nicht-Adeligen und Adeligen zurückzuführen sein.

### 20. und 21. Jahrhundert
Jongno blieb auch unter japanischer Kolonialherrschaft und nach der Teilung des Landes das Zentrum von Seoul. Allerdings wurden unter japanischer Herrschaft die Verwaltungsbezirke teilweise umbenannt und neu strukturiert. Während der zweiten Hälfte des 20. Jahrhunderts kam es immer wieder zu lokalpolitischen Umstrukturierungen, insbesondere der verschiedenen Unterbezirke (Dong). Zuletzt änderte sich die Anzahl der Dongs 2012, von 18 auf 17.
Am 17. Januar 1968 kam es auf dem Bukaksan in Jongno zu dem sogenannten „Kim Sin-Jo Vorfall“. An diesem Tag nutzten 31 nordkoreanische Einheiten den Berg als Route nach Südkorea, um einen Mordanschlag auf den damaligen Präsidenten Südkoreas, Park Chung-hee auszuüben. Dieses Vorhaben scheiterte und die meisten der nordkoreanischen Soldaten wurden im folgenden Schusswechsel getötet. In der Folge wurden mehrere Bereiche der Berge im Stadtteil für Jahrzehnte für die Öffentlichkeit gesperrt.
2005 sollte der Stadtteil mit dem Bau von Wolkenkratzern baulich deutlich verändert werden. Die Stadtplanungskommission lehnte diese Vorschläge jedoch ab und regte an, die bestehende, historische Baustruktur und die Hanoks zu erhalten. Seit 2009 besteht eine städtische Entschädigungsstelle zum Erhalt von Hanoks. Auf der Ebene der Lokalverwaltung gibt es entsprechend Steuererleichterungen der Grundsteuer. Heute gilt Jongno als Finanz- und Wirtschaftszentrum der Stadt.

## Bezirke

Jongno-gu besteht aus 17 Dongs:
- Cheongunhyoja-dong
- Sajik-dong
- Samcheong-dong
- Buam-dong
- Pyeongchang-dong
- Muak-dong
- Gyonam-dong
- Gahoe-dong
- Jongno-1.2.3.4 ga-dong
- Jongno-5.6 ga-dong
- Ihwa-dong
- Hyehwa-dong
- Changsin 1-dong
- Changsin 2-dong
- Changsin 3-dong
- Sungin 1-dong
- Sungin 2-dong

## Wirtschaft
Zu den in Jongno ansässigen Unternehmen gehören Kumho Asiana Group, Kyobo Life. Lotte Group, SK Group, Hyundai Engineering & Construction, Daewoo E&C, Daelim Group, East Asia Daily.

## Museen
- National Folk Museum of Korea
- National Palace Museum of Korea
- Seoul Education Museum
- SeMa GyeongHuiGung
- Seoul Museum of History
- Artsonje Center
- Art Center Nabi
- Bukchon Art Museum
- Gahoe Museum
- Ilmin Museum of Art
- Tteok & Kitchen Utensil Museum

## Sehenswürdigkeiten
- Gyeongbokgung (Hauptpalast der Joseon-Dynastie)
  - Gwanghwamun (Tor zum Gyeongbokgung)
  - Gwanghwamun Plaza (Vorplatz des Gyeongbokgung)
    - Statue von König Sejong
    - Statue von Admiral Yi Sun-sin
- Heunginjimun (Stadttor)
- Dongdaemun History & Culture Park, Dongdaemun Design Plaza
- Jongmyo (Schrein)

## Galerie

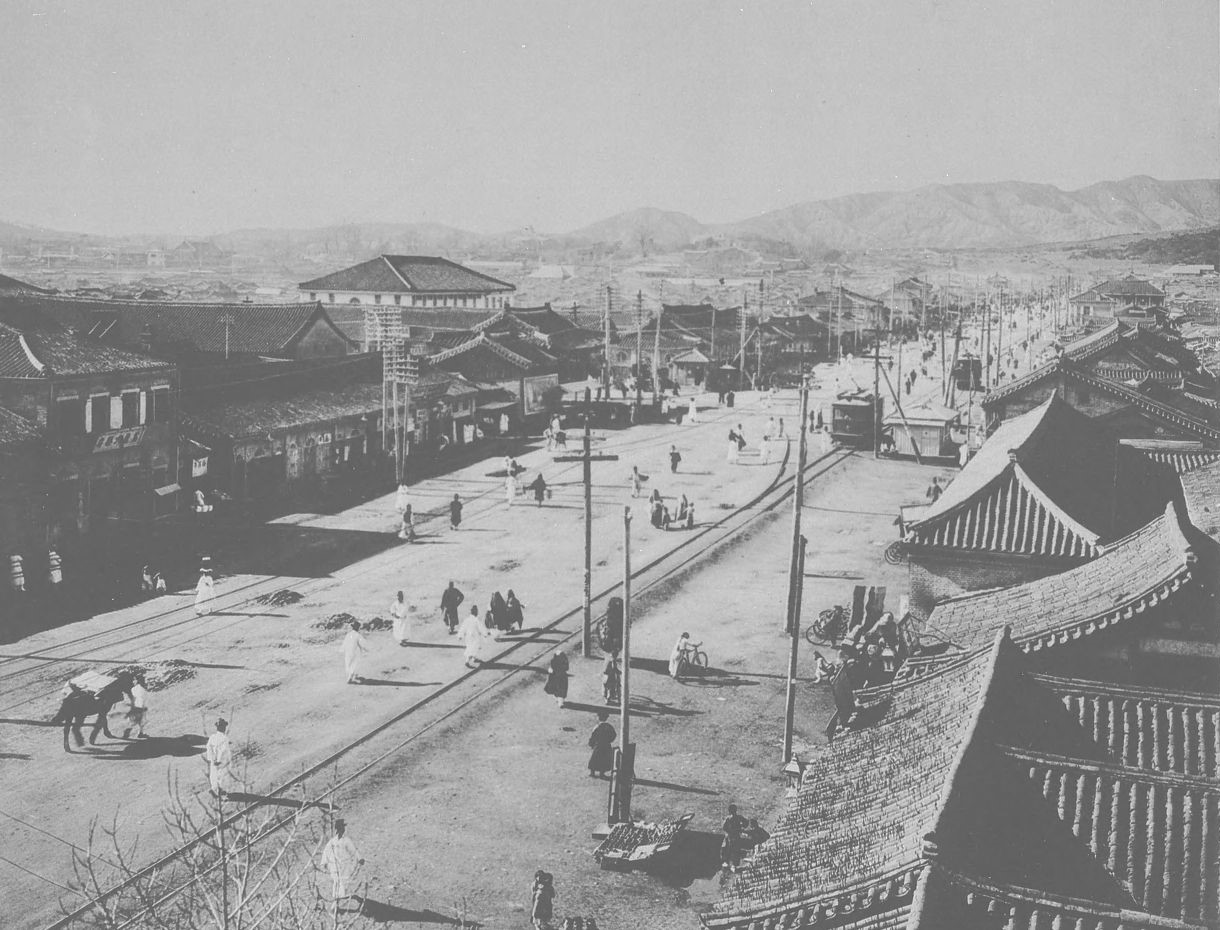
1905
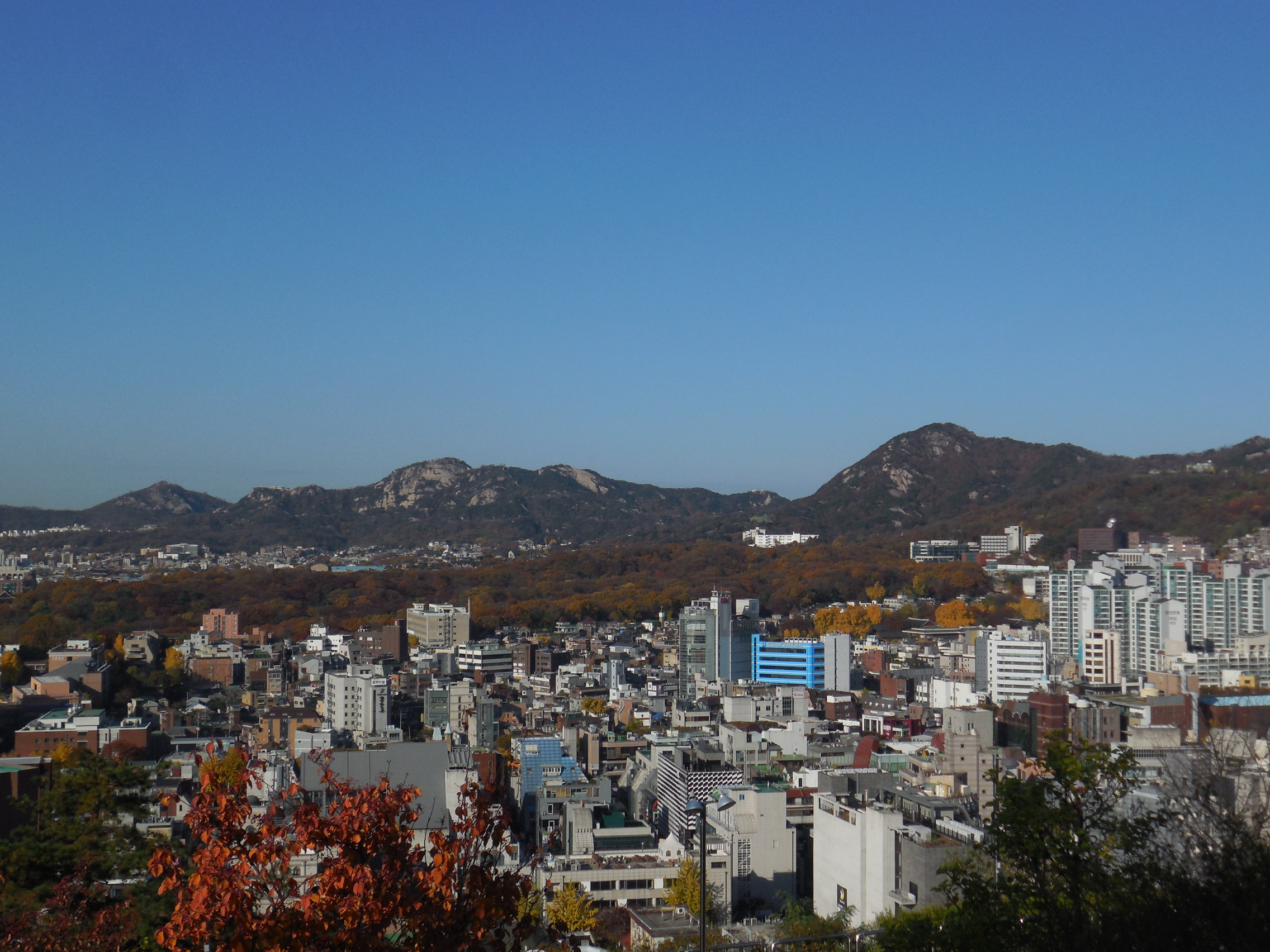
2015

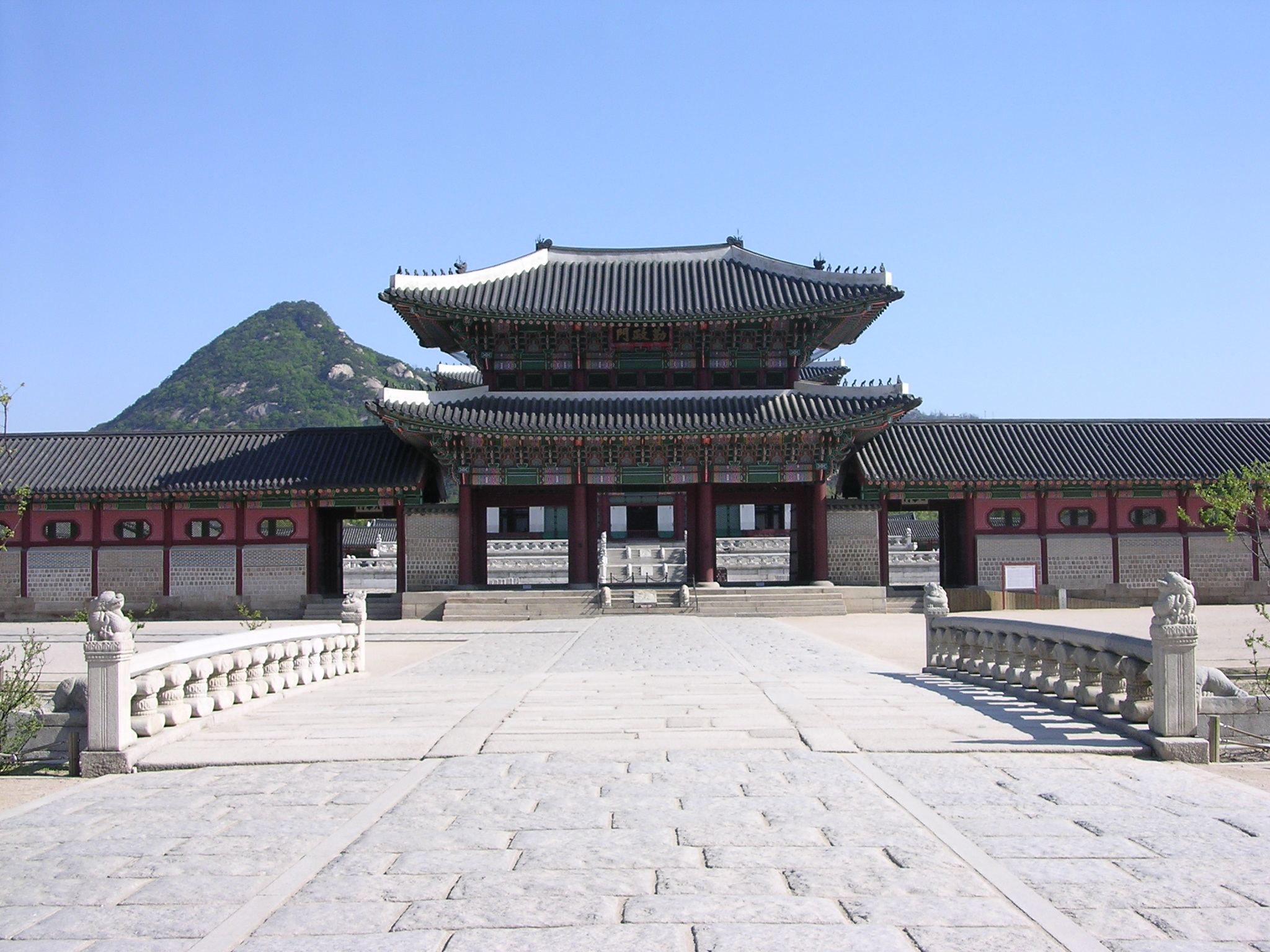
Gyeongbokgung
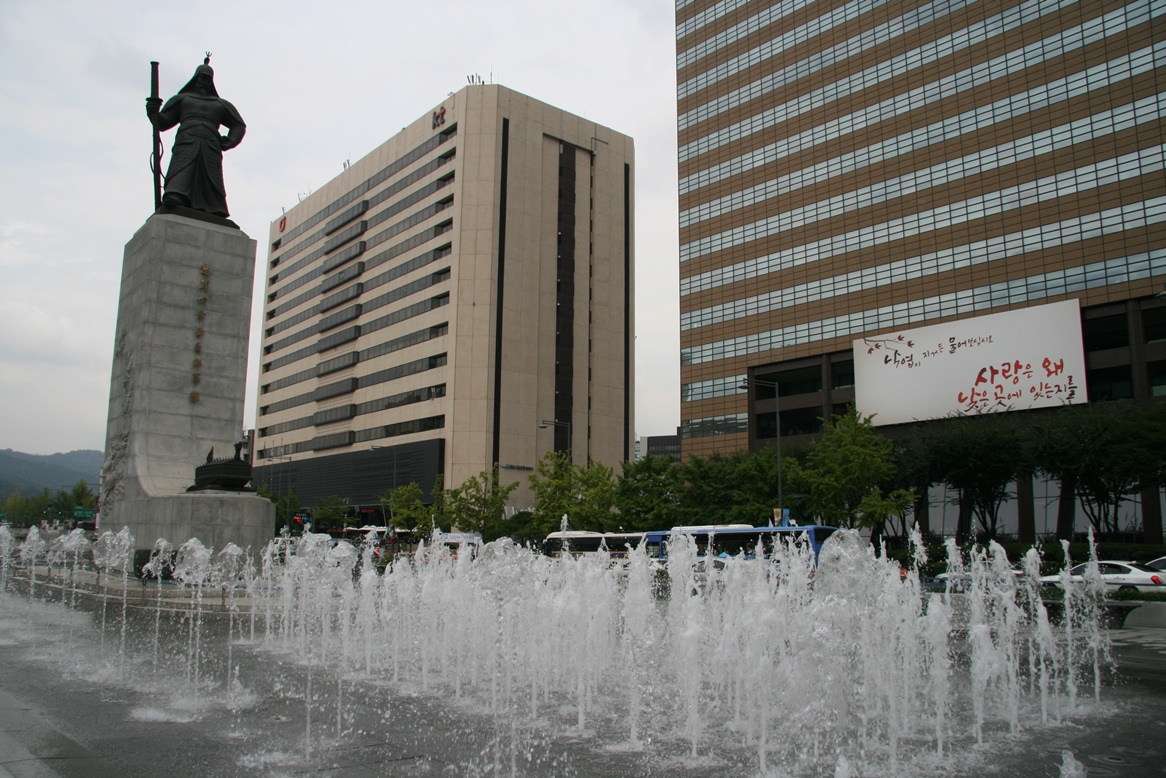
Statue von Admiral Yi Sun-sin
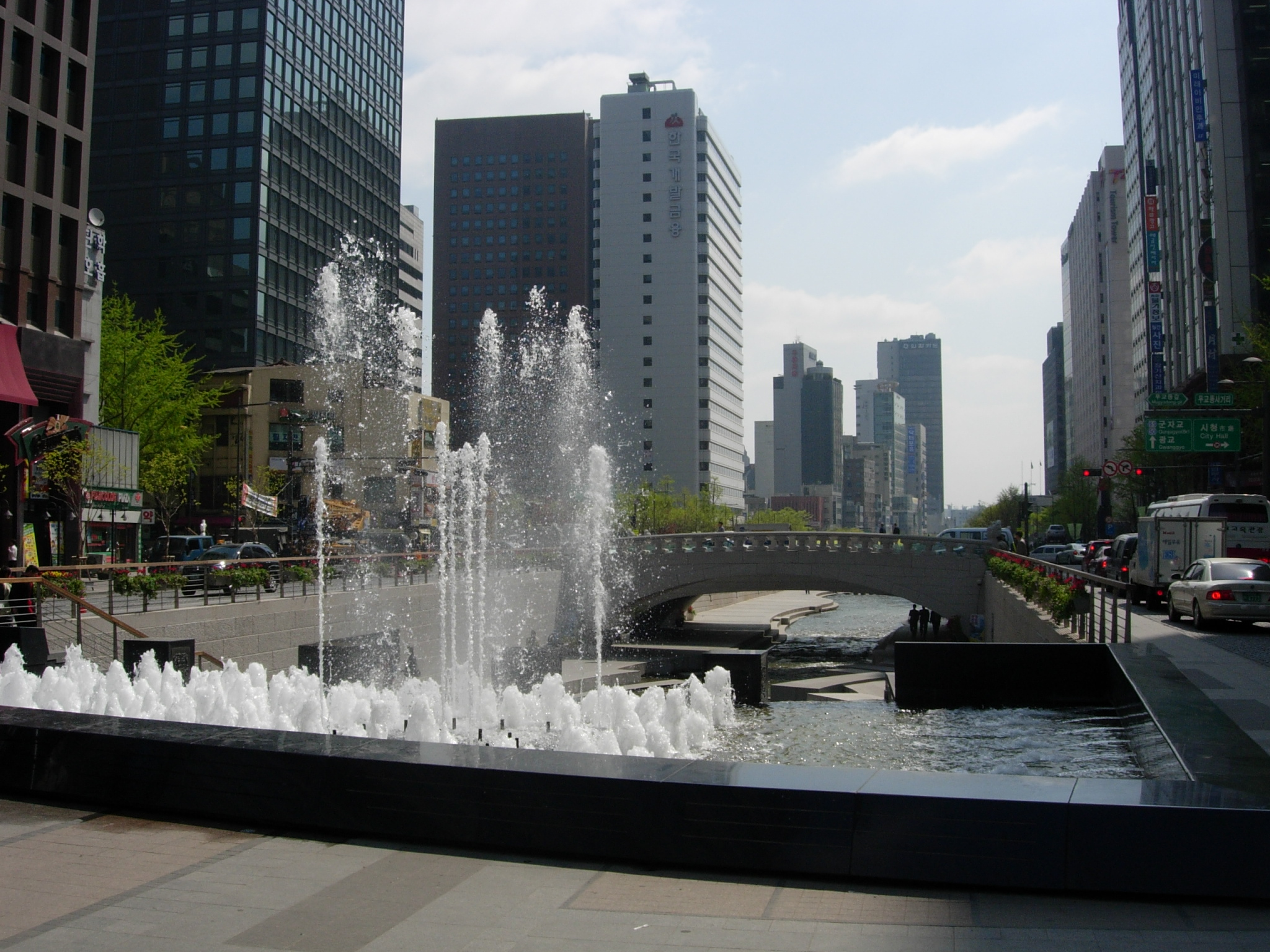
Cheonggyecheon

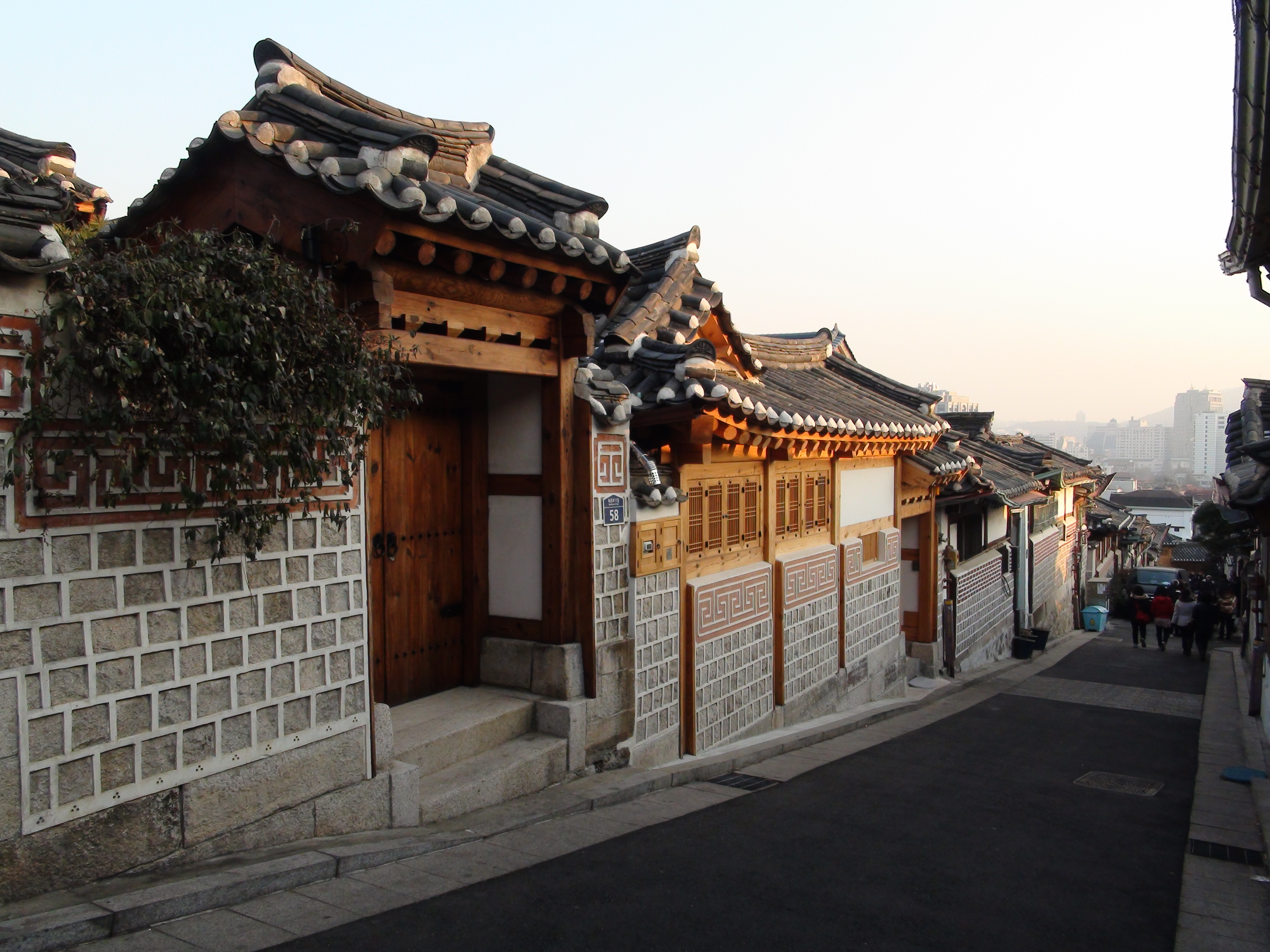
Bukchon Hanok-Dorf
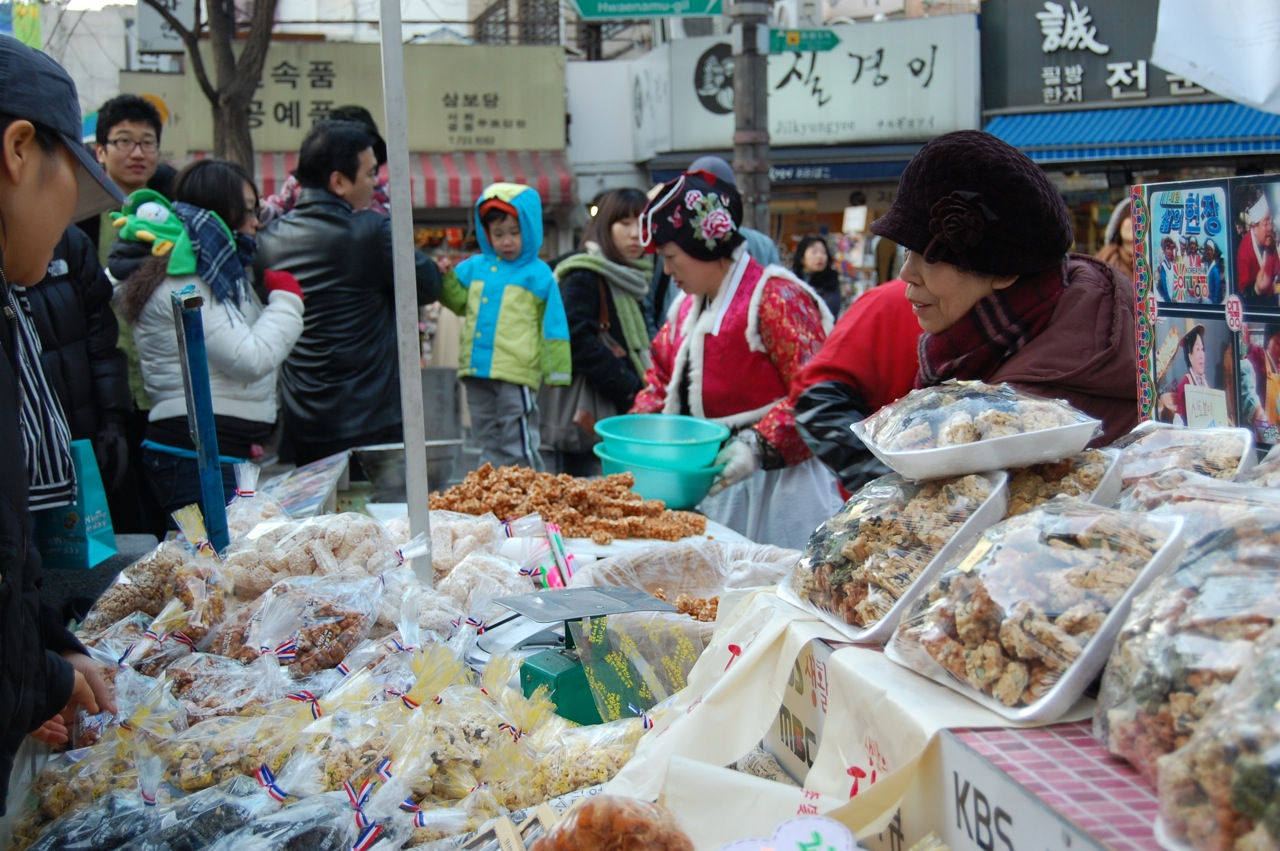
Insadong
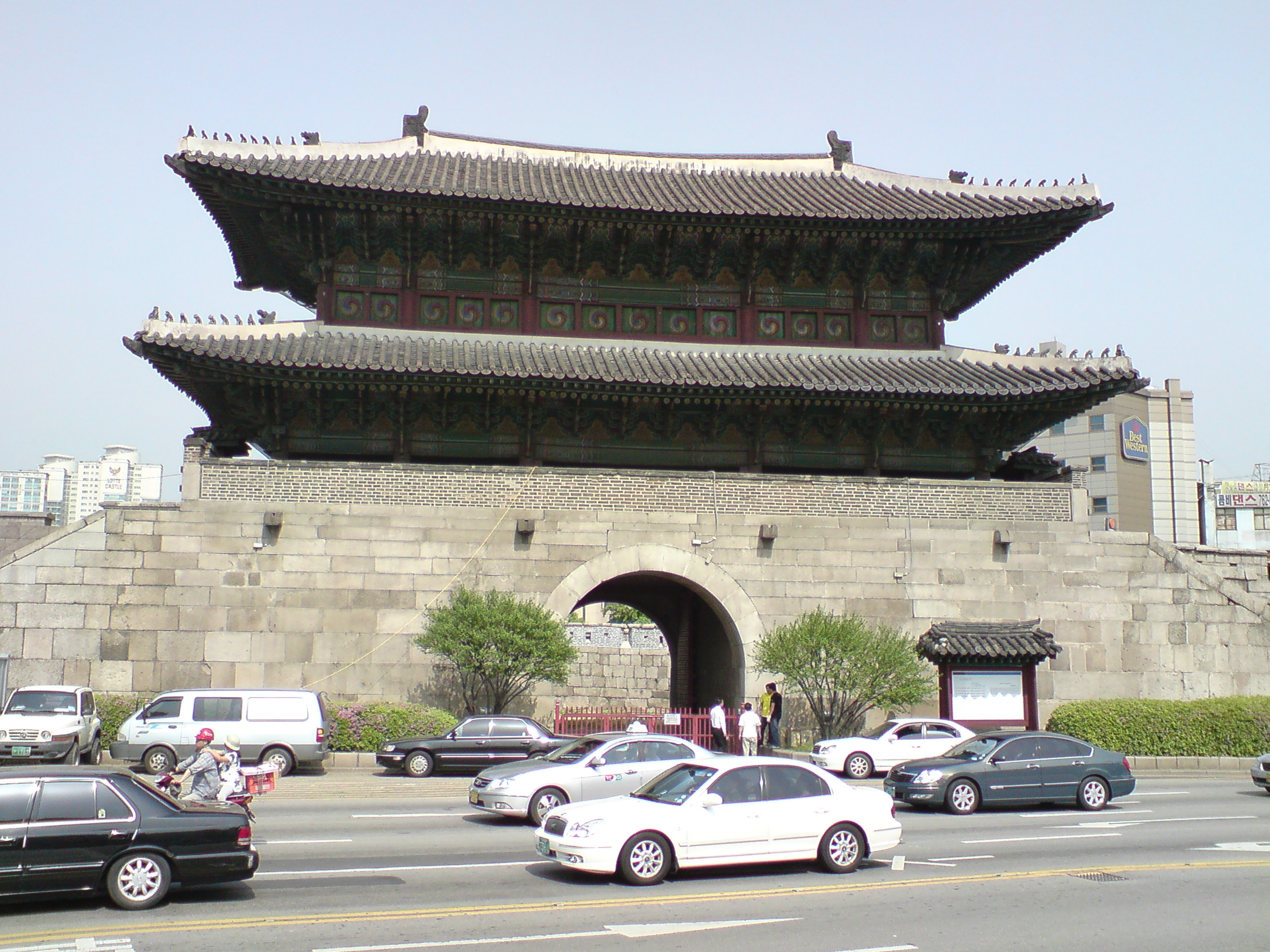
Dongdaemun
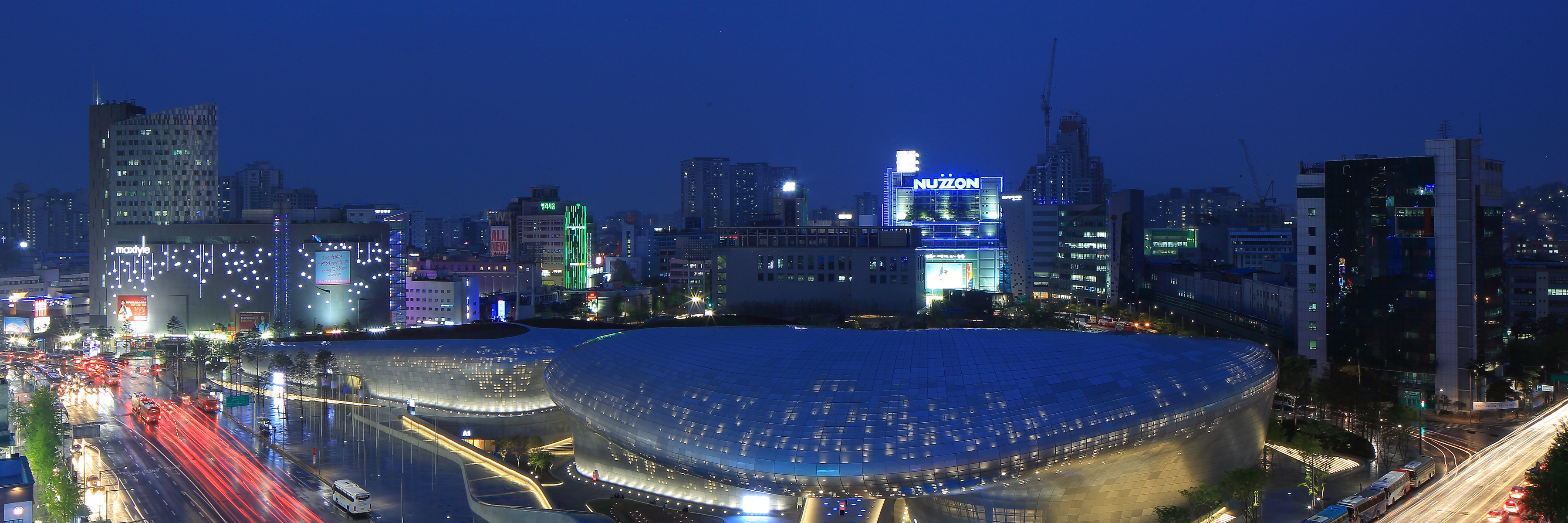
Dongdaemun Design Plaza